# Evania mackenziei
Evania mackenziei är en stekelart som beskrevs av Muzaffer 1943. Evania mackenziei ingår i släktet Evania och familjen hungersteklar. Inga underarter finns listade i Catalogue of Life.